# Parafia św. Jerzego w Czerwionce-Leszczynach
Parafia św. Jerzego – rzymskokatolicka parafia znajdująca się w Czerwionce-Leszczynach, w dzielnicy Dębieńsko. Parafia należy do dekanatu Dębieńsko i archidiecezji katowickiej.

## Historia
W sprawozdaniu z poboru papieskiej dziesięciny z lat 1335–1342 w archidiakonacie opolskim diecezji wrocławskiej na rzecz Watykanu sporządzonego przez nuncjusza papieskiego Galharda z Cahors wśród 7 parafii archiprezbiteratu w Żorach wymieniona jest parafia w miejscowości Dambin, czyli Dębieńsku. Dębieńsko uiściło 5 skojców zaległości. Została również wymieniona w spisie świętopietrza sporządzonym przez archidiakona opolskiego Mikołaja Wolffa w 1447 r. pośród innych parafii archiprezbiteratu (dekanatu) w Żorach pod nazwą Dambensko.
Kronika parafialna podaje, że pierwszy udokumentowany zapis pochodzi z 1342 r. i dotyczy zadłużenia parafii od 1335 r. To pierwsza data, co do której mamy pewność, że już wtedy istniała parafia. Na jej obszarze znajdowały się Dębieńsko Wielkie, Dębieńsko Stare, Czerwionka, kolonia Ciosek, Czuchów, kolonia „Angelhof”, kolonia „Solarnia”, kolonia i folwark „Neuhof”, Ornontowice, Żabik, Bukowina, Rybówka, Zawada, kolonia „Friedrichsgrube” i wieś Jankowice oraz kolonie „Mariahutte” i „Josephinenhutte”. Terytorium to pozostało niezmienione, aż do początków XX w., kiedy to od Dębieńska odłączyły się parafie Ornontowice, Czerwionka, Czuchów oraz Jaśkowice.
Od początku XVII w. parafia należała do dekanatu gliwickiego. W 1738 r. utworzono dekanat wielkodębieński. W 1985 r. Dębieńsko włączono do dekanatu leszczyńskiego, który w 1992 został przemianowany na dekanat dębieński.
W 1800 r. w miejscu rozebranego drewnianego kościoła postawiono murowany, ufundowany przez hrabiego Antoniego Węgierskiego, właściciela wsi i dworu Wielkie Dębieńsko. W 1913 roku ks. proboszcz Jan Salzburg rozbudował kościół do dzisiejszych rozmiarów. Rozbudowany kościół został konsekrowany 5 października 1913 roku przez biskupa sufragana wrocławskiego Augustina.
Odpust parafialny: niedziela po 24 kwietnia.

## Proboszczowie
- ks. Bernard Durcius
- ks. Paweł Jan Paretius (1642–1678)
- ks. Mateusz Rolnik ((1679–?)
- ks. Andrzej Dawid Kamiński (1717–1728)
- ks. Melchior Woyack (1728–1771)
- ks. Ignacy Kontetschke (1772–?)
- ks. Jan Gawliczek (?–1845)
- ks. Franciszek Walczuch (1846–1882)
- ks. Franciszek Ćwielong (1883–1888)
- ks. Paweł Zielonkowski ((1888–1901)
- ks. Ludwik Winkler (1901–1906)
- ks. Jan Salzburg (1906–1923)
- ks. Teofil Kocurek (1923–1938)
- ks. Konstanty Kubitza (1938–1940)
- ks. Konstanty Niechoj substytut (1940–1955)
- ks. Henryk Rothkegel (1955–1959)
- ks. Jerzy Guttry (1959–1978)
- ks. Emanuel Francus (1978–1984)
- ks. Teofil Grzesica (1984–1989)
- ks. Józef Adamczyk (1989–2003)
- ks. dziekan Roman Kiwadowicz (od 2003)

## Grupy parafialne
Na terenie parafii działa kilka grup parafialnych:
- Bierzmowańcy,
- Domowy Kościół,
- Dzieci Maryi,
- Ministranci,
- Oaza Młodzieżowa,
- Parafialna Rada Duszpasterska,
- Żywy Różaniec.